# 王寺站 (日本)
王寺站（日语：／ Ōji eki */?）位于奈良县北葛城郡王寺町，是西日本旅客铁道（JR西日本）和近畿日本鐵道管辖的鐵路車站。
本條目包含近鐵田原本線新王寺站。

## JR西日本

### 历史
- 1890年12月27日 - 大阪铁道奈良至王寺站间开通，车站投入运营[1]。本站为终点站。
- 1891年
  - 2月8日 - 大阪铁道线向稻叶山临时站方向延伸[2]。成为中间站。
  - 3月1日 - 大阪铁道线从本站向高田站延伸（现在为和歌山线）[1]。
- 1900年6月6日 - 大阪铁道由关西铁道继承，成为关西铁道车站[1]。
- 1907年10月1日 - 关西铁道国有化[1]。
- 1909年10月12日 - 线路名称制定，成为关西本线车站。
- 1920年10月 - 站房改建，使用上跨式站房。[3]
- 1974年4月 - 绿色窗口开始营业[4]。
- 1982年8月2日 - 受大暴雨影响，大和川泛滥，导致站内停放的101系电车60辆与113系电车40辆收到损坏。其中101系电车全部报废[5]。
- 1984年2月1日 - 停止办理货运业务。
- 1987年4月1日 - 国铁分割民营化后成为JR西日本车站。百济站被日本货物铁道接管。
- 1988年3月13日 - 线路爱称大和路线开始使用。
- 2003年11月1日 - 支持使用ICOCA[6]。
- 2009年10月4日 - 大阪环状、大和路线运行管理系统开始使用。
- 2018年3月12日 - 开始使用车站编号[7]。

### 车站结构
本站為侧式站台1台1线和岛式站台2台4线构成的3台5线地上车站。上跨式站房。1~3站台有效长度支持8节编组，4、5站台有效长度支持6节编组。月台设有自动扶梯和直梯。站内设有多股道列车停留线，用来存放列车。
本站維直营站和管理站，並且管理关西本线郡山站、大和小泉站、法隆寺站和三乡站。支持使用ICOCA。

#### 站台
| 站台 | 路線            | 方向                                        | 参考              |
| ---- | --------------- | ------------------------------------------- | ----------------- |
| 1    | 大和路線        | 奈良、加茂方向                              |                   |
| 1    | 和歌山線        | 高田、五条、和歌山方向                      |                   |
| 2、3 | 大和路線        | 天王寺、JR难波、大阪方向                    | 部分列车使用4站台 |
| 4、5 | 和歌山線 樱井線 | 高田、五条、和歌山方向 樱井、天理、奈良方向 |                   |

## 近畿日本铁道

### 生驹线（王寺站）
本站為尽头式站台的1台2线地面车站，月台有效长度4节编组。旧的木制站房於2006年中进行了装修。
本站並设有支持PiTaPa或ICOCA的自动闸机，车站窗口发售特急车票和定期车票。本站设有站长，並且同時管辖生駒線本站至元山上口站区间以及田原本線的所有车站。

#### 站台
| 站台 | 路線   | 方向           |
| ---- | ------ | -------------- |
| 1、2 | 生駒線 | 生駒、東山方面 |

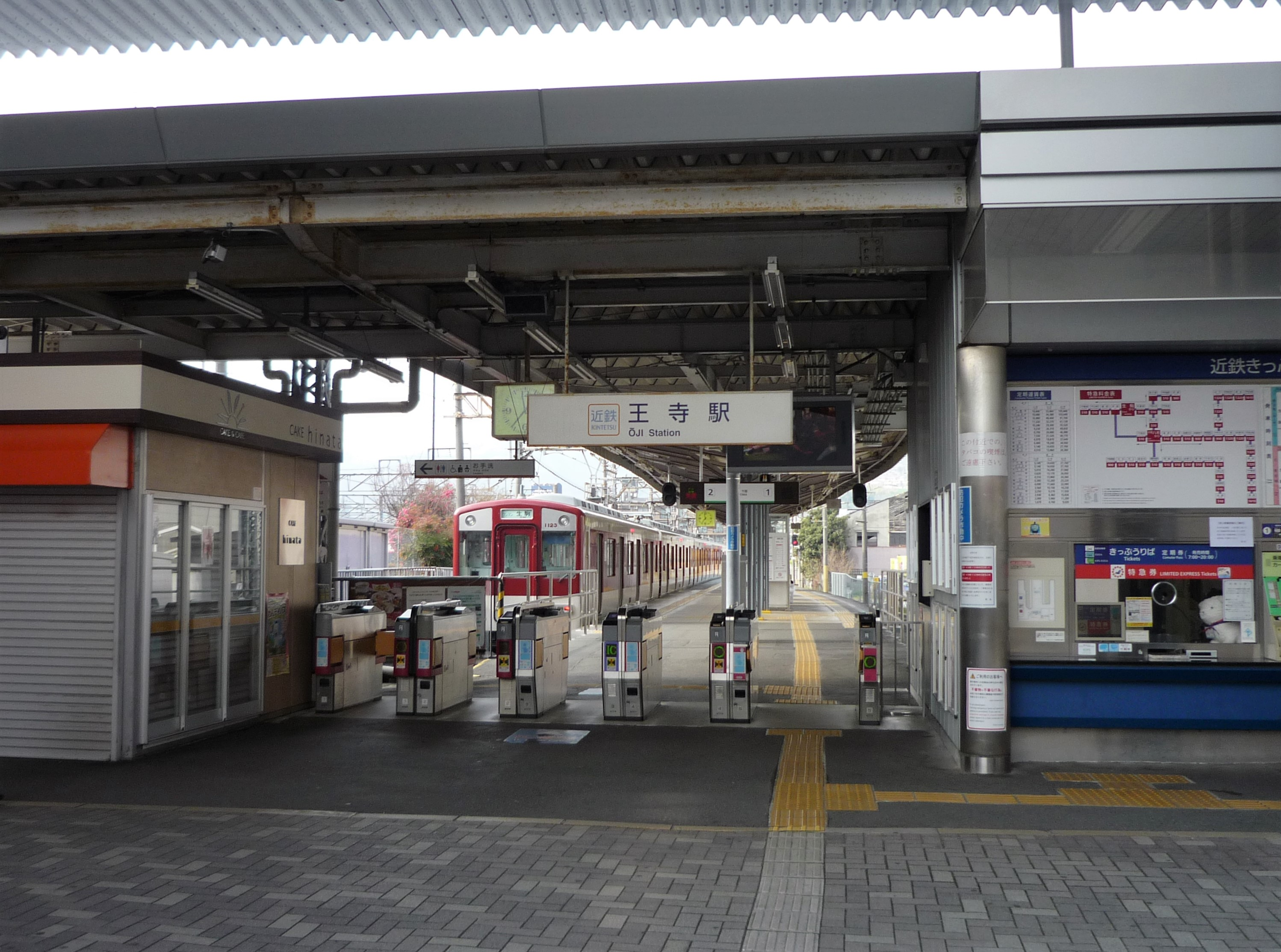
驗票口(2017年1月)
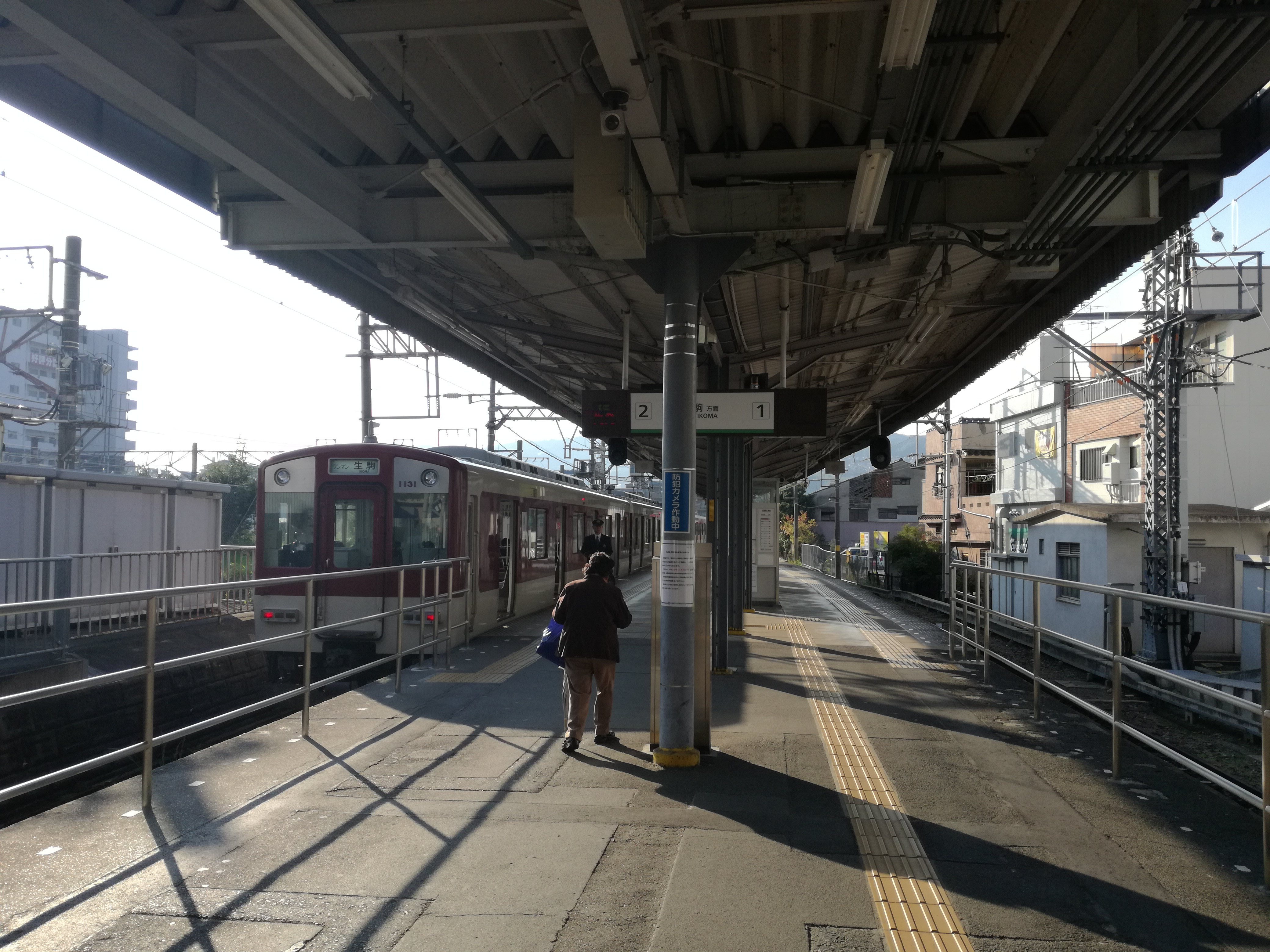
1號與2號月台（2017年11月）

### 田原本线（新王寺站）
本站為尽头式站台2台1线的地上车站。北侧站台用于乘车，南侧站台用于下车。站台有效长度3辆编组。设有支持PiTaPa、ICOCA的自动闸机。本站不发售定期车票。

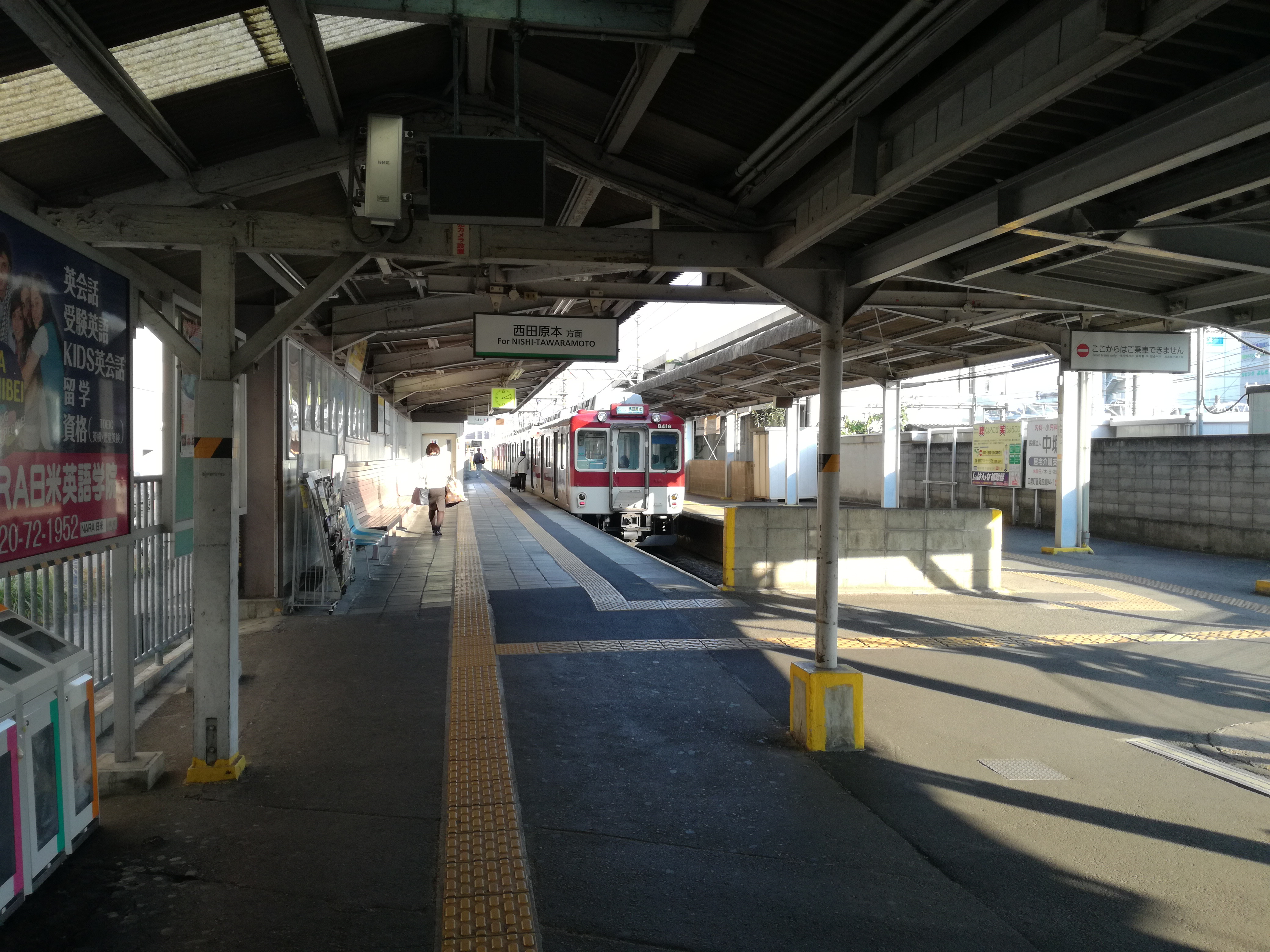
月台（2017年11月）

#### 站台
| 站台 | 路線             | 方向             |
| ---- | ---------------- | ---------------- |
| 北側 | 田原本線         | 西田原本方向     |
| 南側 | （下车专用站台） | （下车专用站台） |

### 历史
- 1918年4月26日 - 大和铁道新王寺站至田原本站（現在的西田原本站）开业，本站投入运营[10]。
- 1922年5月16日 - 信贵生驹电气铁道王寺站至山下站（現在的信贵山下站）区间投入运营，新设王寺站[10]。
- 1925年11月5日 - 信贵生驹电气铁道将车站和线路转让至信贵生驹电铁[10]。
- 1945年7月14日 - 受空袭损坏。
- 1961年10月1日 - 大和铁道与信贵生驹电铁合并[10]。
- 1964年10月1日 - 信贵生驹电铁与近铁合并、王寺为生驹线、新王寺站为同一公司田原本線车站[10]。
- 2006年4月16日 - 生驹线王寺站站房改造工程竣工。
- 2007年4月1日 - 支持使用PiTaPa[11]。

## 使用情况

### JR西日本
根据2016年度统计1日平均乘车人数24,369人，在JR西日本所有车站中排名第38位。奈良县内的主要车站，包括JR和私铁的各站中，客流量排名第一。同时也是和歌山线内客流最多的车站。
| 年度   | 1日平均 乘车人数 |
| ------ | ---------------- |
| 1997年 | 32,746           |
| 1998年 | 32,075           |
| 1999年 | 31,127           |
| 2000年 | 30,499           |
| 2001年 | 29,578           |
| 2002年 | 28,441           |
| 2003年 | 27,808           |
| 2004年 | 27,345           |
| 2005年 | 27,003           |
| 2006年 | 26,702           |
| 2007年 | 26,433           |
| 2008年 | 26,207           |
| 2009年 | 25,428           |
| 2010年 | 25,187           |
| 2011年 | 24,980           |
| 2012年 | 24,891           |
| 2013年 | 24,859           |
| 2014年 | 24,217           |
| 2015年 | 24,404           |
| 2016年 | 24,369           |

### 近畿日本铁道
特定日期乘车人数统计如下。
| 年度   | 王寺站 | 新王寺站 | 统计日         |
| ------ | ------ | -------- | -------------- |
| 2005年 | 11,437 | 8,889    | 2005年11月8日  |
| 2008年 | 11,284 | 8,378    | 2008年11月18日 |
| 2010年 | 10,918 | 8,609    | 2010年11月9日  |
| 2012年 | 10,055 | 7,183    | 2012年11月13日 |
| 2015年 | 10,150 | 7,080    | 2015年11月10日 |
| 2018年 | 9,656  | 7,152    | 2018年11月13日 |

## 相鄰車站
西日本旅客鐵道
 大和路线（关西本线）
■大和路快速、■直通快速、■快速、■区間快速（法隆寺后各站停车）
法隆寺（JR-Q32）－王寺（JR-Q31）－久宝寺（JR-Q24）
■普通
法隆寺（JR-Q32）－王寺（JR-Q31）－三乡（JR-Q30）
 和歌山线
■快速（休息日部分列车直通大和路线，以大和路快速运转）、■普通
王寺－畠田
近畿日本鐵道
 生駒線
信貴山下（G27）－王寺（G28）
 田原本線
大轮田（I42）－新王寺 (I43)

## 外部連結
- 王寺｜車站資訊：JR出門網 - 西日本旅客鐵道
- 王寺 - 近畿日本鐵道
- 新王寺 - 近畿日本鐵道